# Цеја
Цеја је ненасељено острвце у хрватском делу Јадранског мора у акваторији општине Медулин.
Острво је једно од 7 острва која се налазе пред односно у Медулинском заливу око 2 км северно од рта Франина на полуостврву Камењак. Површина Цеје износиоси 0,183 км². Дужина обалске линије је 1,64 км.. Највиши врх на острву је висок 22 метара.